# 小行星4697
小行星4697（4697 Novara）是一颗围绕太阳公转的小行星。1986年8月26日，亨利·德波鸿诺在拉西拉天文台发现了此天体。
这颗小行星的绝对星等为52.72728等。